# Catagramma ataces
Catagramma ataces är en fjärilsart som beskrevs av Hans Fruhstorfer 1916. Catagramma ataces ingår i släktet Catagramma och familjen praktfjärilar. Inga underarter finns listade i Catalogue of Life.